# Ezzeddine Idir
Ezzedine Idir, de son vrai nom Imade Eddine Ben Mohamed Iddir, né le 31 janvier 1934 à Tunis, est un chanteur et compositeur tunisien.

## Biographie
Fils de Fatma Skanji, il est le troisième de sa fratrie après ses sœurs Jalila et Wassila. Né dans le quartier tunisois de Bab Souika, il fréquente l'école primaire de la rue Dar El Jeld, avant de se rendre à l'école Al Kaïriya. En 1939, il perd sa mère et, avec la Seconde Guerre mondiale, les écoles sont contraintes de fermer.
C'est le comédien Béchir Rahal qui le découvert et Chafia Rochdi qui le présente pour la première fois au public en 1949 à Menzel Bouzelfa. Ridha Kalaï, dont il rejoint la troupe Al Manar, commence à lui composer certaines musiques dont le poème de Mohamed Hefdhi, Aïna aïkadhatni (Tes yeux ont réveillé en moi). Par la suite, il commence à composer lui-même ses chansons et compose également pour d'autres chanteurs. Il a composé près de 300 chansons.
Il prend en 1990 une retraite anticipée de Radio Tunis.